# Resolució 1226 del Consell de Seguretat de les Nacions Unides
La Resolució 1226 del Consell de Seguretat de les Nacions Unides fou adoptada per unanimitat el 29 de gener de 1999. Després de reafirmar la Resolució 1177 (1998) sobre la situació entre Eritrea i Etiòpia, el Consell va instar fermament a Eritrea que acceptés un acord proposat per l'Organització d'Unitat Africana (OUA) per resoldre el conflicte entre ambdós països.
El Consell de Seguretat va expressar la seva preocupació pel risc de conflictes armats i per la instal·lació d'armes a la frontera entre Eritrea i Etiòpia. Va assenyalar que aquest conflicte tindria un impacte devastador en les poblacions d'ambdós països i la regió en general. Els esforços de rehabilitació i reconstrucció dels dos països durant els últims vuit anys serien posats en perill per conflictes armats. Mentrestant, es van acollir els esforços de determinats països i organismes regionals per buscar una solució al conflicte.
La resolució va donar suport als esforços de mediació de l'OUA i la decisió del secretari general Kofi Annan d'enviar-hi un Enviat Especial per donar suport a les iniciatives de l'OUA. Va subratllar la importància de l'Acord Marc de l'OUA i va acollir favorablement l'acceptació d'Etiòpia. Eritrea havia demanat més aclariments i l'OUA havia respost, i va demanar al Consell que instés Eritrea a acceptar l'acord.
Ambdues parts van ser convocades cap a una reducció de la tensió mitjançant l'adopció de mesures que condueixin a la recuperació de la confiança entre ambdues parts, a la millora de la situació humanitària i al respecte dels drets humans. Finalment, es va instar als dos països a buscar una resolució pacífica, exercir la moderació i abstenir-se d'adoptar mesures militars.
Etiòpia va acceptar les disposicions de la Resolució 1226, que va ser rebutjada per Eritrea. Aquesta última va defensar el seu dret a demanar aclariments i va acusar la resolució del Consell de Seguretat de "desequilibrar", ja que no es referia a violacions de drets humans presumptament comeses per Etiòpia.